# Gyurácz József
Gyurácz József (Szombathely, 1960. május 14. –) magyar ornitológus, főiskolai tanár.

## Élete
Szülei Gyurácz József (1927–1999) tanár, és Farkas Anna (1931–) tanítónő, testvére Gyurácz Ferenc (1955–). Az általános iskolát Bükön végezte el 1966 és 1974 között.
Középiskolai tanulmányait 1974 és 1978 között végezte a Roth Gyula Erdészeti Szakközépiskolában, ahol középfokú erdész képesítést szerzett. Felsőfokú tanulmányait 1981-ben kezdte meg a Janus Pannonius Tudományegyetemen, ahol 1985-ben szerzett biológia–földrajz szakos általános iskolai tanári oklevelet. Ezt követően 1986–89 között biológia szakos középiskolai tanári képesítést is szerzett a József Attila Tudományegyetemen. 2000-ben a PhD minősítést is megszerezte az Eötvös Loránd Tudományegyetem Zoológia Doktori Iskoláján szervezett három éves képzésben. A soproni Roth Gyula Erdészeti és Vadgazdálkodási Doktori Iskolában habilitált 2006-ban.
Első munkahelye az Erdészeti Tudományos Intézet volt, ahol műszaki ügyintézőként dolgozott 1978–80 között. Tanári pályáját 1985-ben kezdte Mihályi (Győr-Moson-Sopron megye) és Bük (Vas megye) általános iskoláiban, majd 1988-tól a szombathelyi Berzsenyi Dániel Főiskolán (2008-tól: a Nyugat-magyarországi Egyetem, NymE) Biológia Intézetének Állattani Tanszékén kapott állást, 1994-ig tanársegédként, 1994-től 2000-ig adjunktusként, 2000-től 2005-ig docensként, 2005 óta pedig főiskolai tanárként. 2000-től a tanszék vezetője, 2006 és 2017 között az intézet igazgatója, 2002–2008 között kari főigazgató-helyettes és dékánhelyettes, 2009 és 2012 között oktatási dékánhelyettes volt, 2012-ben pedig dékáni kinevezést kapott az NymE Természettudományi és Műszaki Karán. 2017-től 2023-ig az Eötvös Loránd Tudományegyetem Savaria Biológiai Tanszékének vezetője. 2025. májusától nyugdíjas, óraadó. 
Felesége Böcskör Katalin, gyermekeik Veronika (1986), Bálint (1988) és András (1995).

## Kutatási területei
Fő kutatási területe az énekesmadarak vonulásának ökológiája és a madárpopulációk monitorozása. 1998-as alapítása óta vesz részt a hazai madárgyűrűző táborok Actio Hungarica programjának keretében működő Tömördi Madárvárta vonuláskutatási programjának tudományos irányításában, de más madárgyűrűző táborok munkájában is részt vett. 1997-ben indította el a magyarországi gyurgyalagvédelmi programot, melynek 2001-ig koordinátora.
Részt vett az Őrségi Nemzeti Park első kezelési tervének készítésében.
Élővilág-védelmi szakértőként szélerőmű parkok, bányák, közutak, repülőterek környezetvédelmi hatástanulmányainak készítője.
A Magyar Madártani és Természetvédelmi Egyesület III. Tudományos Ülésének szervezője 1991-ben.
A Cinege, Vasi Madártani Tájékoztató (http://chernelmte.extra.hu/chcinege.html, https://real-j.mtak.hu/view/journal/Cinege_-_Vasi_Mad=E1rtani_T=E1j=E9koztat=F3.html) alapító-szerkesztője 1996-tól.

## Fontosabb publikációi
- Gyurácz, J., Csörgő, T. 1994. Autumn migration dynamics of the Sedge Warbler (Acrocephalus schoenobaenus) in Hungary. Ornis Hungarica. 4: 31-37.
- Gyurácz, J. and Bank, L. 1996. Body mass and fat load of autumn migrating Sedge Warblers (Acrocephalus schoenobaenus) in relation to age in south Hungary. – Acta Zoologica Academiae Scientiarum Hungaricae 43 (4): 271-279.
- Gyurácz, J. and Bank, L. 1997. Spatial distribution of the migrating Sedge Warblers (Acrocephalus schoenobaenus) in a south Hungarian reed bed. Ornis Hungarica 7: 43-47.
- Csörgő, T., Gyurácz, J., Halmos, G., Miklay, Gy. and Palkó, S. 1998. Some results of the Acroproject in Hungary. – Ostrich. 69: 343-344.
- Gyurácz, J. and Bank, L. 1998. Monitoring of Sedge Warbler (Acroephalus schoenobaenus) during autumn migration in Southern Hungary. Aquila 103:-104:59-66.
- Gyurácz J. and Bank L. 2000. Comparison of population dynamics of five reed warblers in a south Hungarian reed bed. – Aquila. 105-106: 135-142.
- Gyurácz J. and Bank L. 2000. Habitat selection of migrating Sedge Warblers (Acrocephalus schoenobaenus) and Marsh Warblers (A. palustris) in a south Hungarian reed bed. – Acta Zoologica Academiae Scientiarum Hungaricae 46: 1: 27-33.
- Gyurácz J, Horváth G, Csörgő T, Bank L and Palkó S. Influence of the macrosynoptical weather situations on the autumn migration of birds. – The RING 25, 1-2: 18-36. (2003)
- Gyurácz J., Góczán J., Bánhidi P. and Lepold Á. 2003. Autumn Migration of the Goldcrest Regulus regulus in western Hungary. – The RING 25, 1-2: 38-46.
- Gyurácz J, Bank L, and Horváth, G. 2004. Studies on the population and migration dynamics of five reed warbler species in a South Hungarian reed bed. – Aquila 111: 105-129.
- Gyurácz J. Nádi énekesmadarak vonulási stratégiája Magyarországon; Savaria University Press, Szombathely, 2007 (Dissertationes Savarienses)
- Gyurácz J., Lukács Z., Vörös N. 2010. Vas megye madarainak névjegyzéke. – Cinege 15: 43-102.
- Gyimóthy, Zs., Gyurácz, J., Bank , L., Bánhidi, P., Farkas, R., Németh, Á., Csörgő, T. 2011. Autumn migration of Robins in Hungary. – Biologia Section Zoology 66/3:1-9. DOI:102478/s11756-011-0039-9.
- Gyimóthy, Zs., Gyurácz, J., Bank, L., Bánhidi, P., Farkas, R., Németh, Á., Csörgő, T. 2011. Wing-length, body mass and fat reserves of Robins (Erithacus rubecula) during autumn migration in Hungary. – Acta Zoologica Academiae Scientiarum Hungaricae 57(2): 203-218.
- Gyurácz, J., Bánhidi, P., Csuka, A. 2011. Successful restoration of water level and surface area restored migrant bird populations in a Hungarian wetland. – Biologia Section Zoology 66/6: 1177–1182. DOI: 10.2478/s11756-011-0132-0.
- Mátrai, N., Bakonyi, G., Gyurácz, J., Hoffmann, Gy., Raijmakers, K., Neto, J., M. & Mátics, R. 2012. Do the European Great Reed Warblers (Acrocephalus arundinaceus) reach South Africa during wintering? – Journal of Ornithology: DOI: 10.1007/s10336-012-0818-2.
- Mátrai, N., Gyurácz, J., Lenczl, M., Hoffmann, Gy., Bakonyi, G. & Mátics, R. 2012. Philopatry analysis of the great reed warbler (Acrocephalus arundinaceus) based on ringing data in Europe. – Biologia Section Zoology 67/3: 596–601. DOI: 10.2478/s11756-012-0043-8.
- Gyurácz J., Nagy K., Fuisz T., Karcza Zs. & Szép T. 2013. European Bee-eater (Merops apiaster Linnaeus, 1758) in Hungary: a review. – Ornis Hungarica 21 (2): 1-22.
- Lukács, Z., Farkas, R., Frühwirth, A., Gyurácz J. 2015. Autumn migration of blue tits (Parus caeruleus) at two Hungarian study sites. – North-western Journal of Zoology 11 (2): 225-233.
- Lovász, L., Fenyvesi, L., Gyurácz J. 2016. Contribution to the study of pair formation strategy of the Bearded Reedling (Panurus biarmicus). – North-western Journal of Zoology 13 (2): 297-302.
- Gyurácz, J., Bánhidi, P., Góczán J., Illés, P., Kalmár, S., Lukács Z., Németh Cs., Varga, L. 2016. Temperature and precipitation effects on breeding productivity of some passerines – a multivariate analysis of constant effort mist-netting data. – Biologia Section Zoology 71/11: 1298-1303. DOI: 10.1515/biolog-2016-0149
- Gyurácz, J., Bánhidi, P., Góczán J., Illés, P., Kalmár, S., Lukács Z., Németh Cs., Varga, L. 2017. Stopover strategies of Eurasian Blackcaps (Sylvia atricapilla) during the post-fledging period in western Hungary. – Ornis Fennica 71/11: 1298-1303. DOI: 10.1515/biolog-2016-0149
- Gyurácz, J., Bánhidi, P., Góczán J., Illés, P., Kalmár, S., Koszorús P, Lukács Z., Németh Cs., Varga, L. 2017. Bird number dynamics during the post-breeding period at the Tömörd Bird Ringing Station, Western Hungary. – The Ring 39: 23-60.
- Orbán, L., Lovász, L., Lukács, Z, Gyurácz, J. 2019. Age-, sex- and size-related spatial distribution in the common blackbird (Turdus merula) during the postfledging period.– North-western Journal of Zoology 15(1): 84-90. e181603 , 7 p.
- Gyurácz J., Bánhidi P., Góczán J., Illés P., Kalmár S., Koszorús P., Lukács Z., Molnár P., Németh Cs., Varga L. 2019. Stopover Strategies of Lesser Whitethroat Sylvia curruca (Linnaeus, 1758) (Passeriformes: Sylviidae) during the Post-breeding Period in Western Hungary.– Acta Zoologica Bulgarica 71 (4): 545-556.
- Kiss, Cs., Molnár, P., Karcza, Zs., Lukács, K. O., Winkler, D., Gyurácz, J. 2020. Study of apparent survival and capture probabilities of some passerines in Hungary.– North-Western Journal of Zoology 16 (1): 78-83. Article No.: e191601
- Gyurácz J., Bánhidi P., Góczán J., Illés P., Kalmár S., Lukács Z., Molnár P., Németh Cs., Varga L. 2021. Temporal Changes in Wing Length, Fat Reserves and Body Mass of Migrating Eurasian Blackcaps Sylvia atricapilla at a West Hungarian Stopover Site. – Acta Ornithologica 56 (1): 51-58. https://doi.org/10.3161/00016454AO2021.56.1.005
- Gyurácz, J., Bánhidi, P., Góczán, J., Illés, P., Kalmár, S., Koszorús, P., Lukács, Z., Molnár, P., Németh, Cs., Varga, L. 2021. Annual captures and biometrics of Goldcrest (Regulus regulus) at a western Hungarian stopover-site. – Ring 43: 87-97.
- Gyurácz, J., Bánhidi, P., Góczán, J., Illés, P., Kalmár, S., Koszorús, P., Lukács, Z., Molnár, P., Németh, Cs., Varga, L. 2021. Age- and sex-dependence of site fidelity and post-fledging movement in four partial migrant passerines in West Hungary.  – Aquila 128: 87-96.
- Gyurácz, J., Bánhidi, P., Góczán, J., Illés, P., Kalmár, S., Koszorús, P., Lukács, Z., Molnár, P., Németh, Cs., Varga, L. 2022. Changes in Autumn Migration Phenology and Morphological Traits of Common Chiffchaffs Phylloscopus collybita (Vieillot, 1817)(Passeriformes: Phylloscopidae) in Pannonian Basin.  –  Acta Zoologica Bulgarica. 74 (2): 215-226.
- Hoffmann, Gy., Mátrai, N., Bakonyi, G., Vili, N., Gyurácz, J., Lenczl, M., Kisfali, P., Stranczinger, Sz., Magonyi, N.M, Mátics, E., Mátics, R. 2022. Contrasting mtDNA and microsatellite data of great reed warbler Acrocephalus arundinaceus breeding populations on a small geographic scale. – Biologia pp. 1–9; https://doi.org/10.1007/s42977-022-00127-2
- Gyurácz, J., Bánhidi, P., Góczán, J., Illés, P., Kalmár, S., Koszorús, P., Lukács, Z., Molnár, P., Németh, Cs., Varga, L. 2022. Annual captures and low apparent survival rates in two tit species in Western Hungary. – Ornis Hungarica 30 (2): 110-123.
- Gyurácz, J., Bánhidi, P., Góczán, J., Illés, P., Kalmár, S., Koszorús, P., Lukács, Z., Molnár, P., Németh, Cs., Varga, L. 2023. Fat load and flight range estimation of migrating passerines in the western part of the Carpathian Basin during the autumn migration. – Acta Zoologica Academiae Scientiarum Hungaricae 69 (1): 47–61.DOI: 10.17109/AZH.69.1.47.2023
- Gyurácz, J., Bánhidi, P., Góczán, J., Illés, P., Kalmár, S., Koszorús, P., Lukács, Z., Molnár, P., Németh, Cs., Varga, L. 2023. Annual captures, autumn migration phenology, and morphological traits of the Common Blackbird (Turdus merula) over 24 years – North-Western Journal of Zoology 19 (2): 173-181. Article No.: e231602
- Gyurácz, J., Bánhidi, P., Góczán, J., Illés, P., Kalmár, S., Koszorús, P., Lukács, Z., Molnár, P., Németh, Cs., Varga, L. 2023. Comparative study of annual and daily capture-recapture and biometrics of two treecreeper species (Certhia spp.) in the post-breeding season over 23 years in western Hungary. – Ornis Hungarica 32 (1): 61-79.
- Csörgő T., Karcza Zs., Halmos G., Magyar G., Gyurácz J., Szép T., Schmidt A., Schmidt E. (eds.) 2009. Bird Migration Atlas of Hungary. Kossuth Kiadó. Bp. p672. ISBN 9789630958653. (In Hungarian with English summery)
- Gyurácz J. and Bánhidi P. 2008. Dynamics and spatial distribution of migratory birds. UWH. Szombathely. p. 144. ISBN 978-963-9871-17-5
- Gyurácz J. (ed.) 2018. Birds and People. Life and Reserache at the Tömörd Bird Ringing Station 1998-2017. Vas County Local Group of BirdLife Hungary. Szombathely. p. 209. ISBN 978-615-80925-0-0
- Gyurácz J., Kóta A. 2020. Vas megye madarainak névjegyzéke. Nomenclator Avium Comitatus Castriferrei in Hungaria. Magyar Nyugat Könyvkiadó. Szombathely.   p. 272. ISBN 978-615-5145-54-4
- Gyurácz J. 2024. "Egy sólyom az égre szállt" Válogatás Bechtold István leveleiből. Magyar Nyugat Könyvkiadó. p. 224. ISBN 978-615-5145-64-3

Válogatott előadások, poszterek
- Gyurácz, J. Autumn migration of the Sedge Warbler (Acrocephalus schoenobaenus) at Lake Sumony. First Meeting of the Ornitholgists’ Union (EOU). Bologna. Abstarcts:126. (1997)
- Gyurácz J. és Bank L. Population number dynamics of some Passeriformes species, caugth on autumn migration in period 1983-1997 in south Hungary. 2nd Meeting of the EOU. Gdansk. The Ring 21. 1. 160.
- Gyurácz, J. és Bank, L. Postbreeding movement of the Moustached Warbler (Acrocephalus melanopogon) in a South Hungarian reed bed. Bird Ringing 100 Years, Helgoland. Programme and abstracts 53. (1999)
- Gyurácz, J. and Bánhidi, P. Comparative bird migration dynamics studies. Third EOU Conference, Haren/Groningen, The Netherlands, 2001. Augusztus 21-25. Programme and Abstracts 57. (2001)
- Gyurácz, J. Ornithological and Bird Protection Projects in Vas County. Naturkundliches Symposion Südburgenland-Ungarn. Güssing, 2003. június 15. (2003), előadás
- Gyurácz, J., J. Góczán, P. Bánhidi. Autumn migration dynamics of goldcrest (R. regulus) in Western Hungary. 4th Conference of the EOU, August 2003. (2003)
- Gyurácz, J., Mátrai, N. and Bank, L. Autumn migration dynamics, fat deposition and wing- morphology os Savi’s Warblers Locustella luscinioides. – Alauda 73(3): 296-297. The 5th Conference of the EOU, Strasbourg. (2005)
- Gyurácz, J., Bánhidi, P. and Gyimóthy, Zs. Habitat selection and migration dynamics of the migrating populations os Robins Erithacus rubecula in the autumn migration period. – Alauda 73(3): 296-297. The 5th Conference of EOU, Strasbourg. (2005)
- Gyimóthy, Zs., Gyurácz J., Bank, L., Farkas, R., Németh, Á., Csörgő, T. Autumn migration of Robins Erithacus rubecula in Hungary. The 6th Conference of the EOU, Vienna. Abstract volume 93. (2007)
- Mátrai, N. Gyurácz, J., Mátics, R., Bakonyi, G. The potential wintering areas of the Great Reed Warbler (A. arundinaceus) by right of the African recoveries of the EURING database. The 9th SEEN Workshop, Cracow. Programme and abstracts 27. (2007), előadás
- Gyimóthy, Zs., Gyurácz, J., Bank, L., Farkas, R., Németh, Á., Csörgő, T. Autumn migration, body condition and fat core of Robins (E. rubecula) in Hungary. The 9th SEEN Workshop, Cracow. Programme and abstracts 24. (2007), előadás
- Gyurácz, J., Bánhidi, P. Autumn migration of Blue Tits (Parus caeruleus) in a West Hungarian stopover site. The 7th Conference of the EOU, Zürich. Abstracts 117. (2009)
- Gyurácz J. Chernel István madártani örökségének megőrzése és továbbvitele a 21. században. Chernel István Emlékülés. MTA. Budapest. (2016), előadás
- Gyurácz J. Modern irányzatok a magyarországi madárvonulás-kutatásban. Trendek és eredmények a biológiai kutatás és oktatás terén c. nemzetközi tudományos konferencia. Selye János Egyetem. Komárom. (2016), előadás
- Gyurácz J. Vas megye madárfaunája a 19. századtól napjainkig. Chernel-emlékév, Kőszeg. (2022), előadás

## Tagságai tudományos szervezetekben
- A Magyar Madártani és Természetvédelmi Egyesület (MME) Országos Elnökségének tagja (1994-2005)
- Az MME Gyűrűző és Vonuláskutató Szakosztály vezetőségi tagja (1991-1995, 2001-2005, 2006-2011)
- Az MME 8. számú "Chernel István" Vas Megyei Helyi Csoportjának elnöke (1994-től)
- A Vas Megyei Közgyűlés Környezetvédelmi és Területfejlesztési Bizottságának tagja (1990-94)
- MTA Vas Megyei Tudományos Testületének tagja (2005-től)
- European Ornithologists’ Union tagja (1999-től)
- Az Aquila és az Ornis Hungarica szerkesztőbizottságának tagja (2011-től)

## Díjak és elismerések
- Békésy György Posztdoktori Ösztöndíj, 2002
- Gayer Gyula emlékplakett, Vas megye Önkormányzata, 1994
- Gothard Jenő-díj, Szombathely Önkormányzata, 1999
- Pro Natura emlékplakett 2000
- Chernel István-emlékérem 2004, MME
- Az Év Kutatója díj 2005, MTA-VEAB
- Pável Ágoston Emlékplakett, Vas megye Önkormányzata, 2009
- Pro Natura Díj, Agrárminisztérium, 2021
- Pungor Ernő-díj, Vas megye Önkormányzata, 2022
- Vas megyei Prima Díj, magyar tudomány, VOSZ Vas megyei Elnöksége, 2022
- Schmidt Egon-emlékérem, MME, 2024
- Petényi Salamon János-emlékérem, MME, 2024